# HMS Inglefield (D02)
«Інглефілд» (англ. HMS Inglefield (D02) — військовий корабель, лідер ескадрених міноносців типу «I» Королівського військово-морського флоту Великої Британії за часів Другої світової війни.
Лідер ескадрених міноносців «Інглефілд» був закладений 29 квітня 1936 року на верфі компанії Cammell Laird у Беркенгеді. 15 жовтня 1936 року він був спущений на воду, а 25 червня 1937 року увійшов до складу Королівських ВМС Великої Британії.
«Інглефілд» проходив службу у складі британських ВМС, за часів Другої світової війни брав активну участь у бойових діях на морі, бився у Північній Атлантиці, біля берегів Європи, супроводжував атлантичні та арктичні транспортні конвої.
За проявлену мужність та стійкість у боях бойовий корабель нагороджений десятьма бойовими відзнаками.

## Історія

### Передвоєнний час та перші роки війни
Після введення до строю корабель включений до складу сил Середземноморського флоту Британії, де проходив службу у довоєнний час. Був визначений лідером 3-ї флотилії, що базувалася на Мальті. Брав участь у походах британських кораблів до берегів Іспанії за часів тамтешньої громадянської війни.
З початком Другої світової війни, 5 вересня 1939 року переведений до складу Домашнього флоту Імперії у Командування Західних підходів. 16 вересня 1939 року вийшов у супровід авіаносця «Корейджес», який наступного дня був атакований німецьким підводним човном U-29 капітан-лейтенанта О.Шугарта. В британський корабель влучили 2 торпеди, внаслідок чого він затонув через 15 хвилин; загинуло 518 членів екіпажу. У цей час «Інглефілд» був залучений до порятунку постраждалих на британському суховантажному судні «Кафірстан», який затопив U-53 і не зміг протидіяти атаці іншої німецької субмарини. Вже після повернення він взяв участь у протичовновому полюванні на U-29, але марно.
14 жовтня 1939 року у Північній Атлантиці південно-західніше Ірландії (50°58′ пн. ш. 12°57′ зх. д. / 50.967° пн. ш. 12.950° зх. д.) «Інглефілд», «Айвенго», «Інтрепід» та «Ікарус» атакували та потопили глибинними бомбами німецьку субмарину U-45.
Пізніше продовжував виконувати бойові завдання в прибережних водах, базуючись на Скапа-Флоу. 20 листопада під час патрулювання «Інглефілд» піддався торпедній атаці німецького човна U-18, ледве уникнувши ураження. 29 листопада за підтримки «Маорі» забезпечував перехід пошкодженого підводного човна «Тріада» з патрулювання в Північному морі до Ставангера.
13 лютого 1940 року «Інглефілд» разом з легким крейсером «Единбург», крейсером ППО «Калькутта», есмінцями «Айлекс», «Імпіріал», «Ділайт» і «Аймоген» та підводного човна «Тісл» супроводжували конвой ON 12 до Бергена. Після успішного проходження конвою до місця призначення кораблі повернули у зворотному напрямку. 18 числа британський есмінець «Даерінг» був потоплений підводним човном U-23 і «Інглефілд» встиг врятувати тільки чотирьох моряків з нього; решта 156 членів екіпажу «Даерінг» загинула.
25 лютого 1940 року під час спроби атакувати конвой HN 14 неподалік від Шетландських островів, британські есмінці «Ескорт», «Інглефілд» та «Аймоген» і підводний човен «Нарвал» виявили німецький ПЧ U-63, і спільними діями потопили його глибинними бомбами.
23 вересня 1940 року при проведенні союзниками операції «Загроза» по захопленню Дакара французький підводний човен «Персе» спробував атакувати британський легкий крейсер «Драгон», але корабель уникнув торпед і відкрив артилерійський вогонь по підводному човну, що намагався зануритися на глибину. Есмінці супроводу «Інглефілд» та «Форсайт», що супроводжували крейсер, атакували французький підводний човен глибинними бомбами, який зазнав сильних пошкоджень та вимушено сплив на поверхню і, бувши покинутий екіпажем, затонув близько 11:50 поблизу сенегальського узбережжя.

### 1941
8 серпня 1941 року з Хваль-фіорда у Рейк'явіку вийшов перший арктичний конвой до Радянського Союзу під умовною назвою «Дервіш». Він мав доставити до Архангельська 48 винищувачів «Харрікейн». До складу конвою входили старий авіаносець «Аргус» і 6 есмінців ескорту, які супроводжували транспортні судна. Групу прикриття контр-адмірала Вейк-Волкера становили авіаносець «Вікторіос» і важкі крейсери «Девоншир» і «Саффолк». 1 вересня конвой безперешкодно досяг Кольської затоки.

### 1942
29 квітня 1942 року лідер брав участь у супроводі конвою PQ 15, що йшов до Росії під командуванням адмірала Д.Тові.
17 грудня 1942 року «Інглефілд» входив до складу ескорту арктичного конвою JW 51A до Росії. Після успішного проведення конвою корабель повернувся зі зворотнім конвоєм RA 51.

### 1943
З 23 по 26 січня 1943 року «Інглефілд» залучався до ескортування конвою JW 52 з 15 транспортників, які йшли до Кольської затоки. «Інглефілд» діяв у складі далекого ескорту, який очолював лінкор «Енсон».
21 лютого 1943 року «Інглефілд» вийшов на супровід чергового конвою JW 53 до Росії
9 липня напередодні висадки десанту союзників на узбережжя Сицилії разом з крейсерами «Аврора» та «Пенелопі» й есмінцем «Оффа» брав участь в операції «Арсенал» — артилерійському обстрілі італійської Катанії на східному березі острову для відволікання сил противника.

### 1944
На початку січня 1944 року лідер есмінців «Інглефілд» разом з крейсерами «Оріон» та «Спартан» та есмінцями «Джервіс», «Джейнес», «Лафорей», «Лоял», «Тенашіос», «Урчін», «Кемпенфельт» здійснював артилерійську підтримку підрозділів 1-ї британської піхотної дивізії, що висадилась на італійський берег поблизу Анціо.

## Відео
- HMS Inglefield. [Архівовано 18 вересня 2016 у Wayback Machine.]